# 경주 영지 석불좌상
경주 영지 석불좌상(慶州 影池 石佛坐像)은 대한민국 경상북도 경주시 외동읍에 있는 석불이다. 1985년 10월 15일 경상북도의 유형문화재 제204호로 지정되었다.

## 개요
경상북도 경주시 외동읍 괘능리에 있는 석불좌상이다. 대좌(臺座)와 몸 뒷부분에 조각된 광배(光背)가 있는 불상으로 광배 일부와 머리 부분은 심하게 닳아서 형태를 알아보기 어렵다.
건장한 신체와 허리, 부피감 있는 무릎 표현 등에서 통일신라 양식을 잘 나타내고 있다. 오른손은 손끝이 땅을 향하게 하며, 왼손은 왼쪽 무릎 위에 놓고 손바닥이 밖을 향하게 하였다.
8각형의 섬세하고 고운 연꽃대좌와 불신과 같이 하나의 돌에 새겨진 광배에는 번잡한 불꽃무늬 안에 작은 부처가 화려하게 새겨져 있어 당시의 모습을 잘 보여준다.
아사녀가 불국사 석가탑을 만든 아사달을 찾아와 기다리다 몸을 던져 죽은 후 아사달이 그녀를 위하여 만들었다는 이야기가 전해지지만 정확하게는 알 수 없다.

## 참고 자료
- 영지석불좌상 - 국가유산청 국가유산포털